# كروسندرة أليفة الرمال
كروسندرة أليفة الرمال (الاسم العلمي:Crossandra arenicola) هي نوع من النباتات تتبع جنس الكروسندرة من الفصيلة الأقنتية.